# Richard Widmark
Richard Widmark, född 26 december 1914 i Sunrise Township, Chisago County, Minnesota, död 24 mars 2008 i Roxbury, Connecticut, var en amerikansk skådespelare. Widmark fick sitt stora genombrott som den fnittrande gangstern Tommy Udo i Angivaren 1947 - för denna roll fick han en Oscarsnominering som bästa manliga biroll.
För sitt bidrag till filmindustrin har Widmark en stjärna på Hollywood Walk of Fame och han blev 2002 invald till Western Performers Hall Of Fame i Oklahoma City.

## Uppväxt
Widmark föddes i Sunrise Township, Minnesota, som son till svenskättlingen Carl Henry Widmark och hans hustru Ethel Mae Barr, och växte upp i Princeton, Illinois och bodde även i Henry, Illinois för en kortare tid. Han studerade skådespeleri vid Lake Forest College och han undervisade även i ämnet efter att tagit sin examen.

## Radio
Debuten som radioskådespelare skedde 1938 i Aunt Jenny's Real Life Stories. Under 1941 och 1942 hördes han dagligen på Mutual Broadcasting System i titelrollen som reportern David Farrell i serien Front Page Farrell. När serien flyttades till NBC tags rollen över av Carleton G. Young och Staats Cotsworth. 
Under 1940-talet hördes Widmark även i program såsom Gang Busters, Inner Sanctum Mysteries, Joyce Jordan, M.D., Molle Mystery Theater, Suspense och Ethel and Albert. På 70-talet återvände han till radio och medverkade i CBS Radio Mystery Theater (1974-82) och som en av programledarna på Sears Radio Theater (1979-81).

## Broadway och filmer
1943 medverkade Widmark på Broadway i uppsättningen av Kiss and Tell. Han kunde inte gå med i det militära under andra världskriget på grund av en punkterad trumhinna. Under en uppsättning av pjäsen Dream Girl med June Havoc i Chicago blev han upptäckt av 20th Century Fox som skrev ett sjuårskontrakt med honom.
Genombrottet inom filmen kom i debutrollen som den fnissande sociopatiska mördaren Tommy Udo i 1947 års Angivaren. I filmens mest välkända scen dödar han en rullstolsburen kvinna (spelad av Mildred Dunnock) genom att putta ner henne för en trappa. Regissören Henry Hathaway ville först inte ha med Widmark som skurk då han tyckte att han såg ut att vara för intellektuell. Studiochefen Darryl F. Zanuck såg dock till att Widmark ändå anlitates för filmen. Angivaren blev en kommersiell och kritikerrosad succé; Widmark vann en Golden Globe för mest lovande manliga nykomling och nominerades för en Oscar för bästa manliga biroll. Karaktären Tommy Udo var också inspirationen för sången "The Ballad of Tommy Udo" av Kaleidoscope.

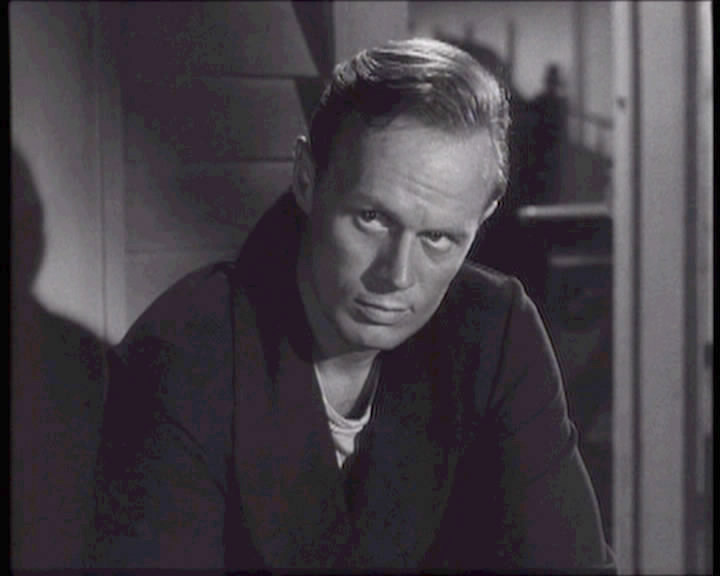
Richard Widmark i trailern för Panik på öppen gata (1950)

1950 medverkade Widmark tillsammans med bl.a. Paul Douglas, Barbara Bel Geddes, Jack Palance och Zero Mostel i Elia Kazans Panik på öppen gata och mot Gene Tierney i Jules Dassins Natten och staden. Båda anses som klassiska exempel på film noir.
1952 fick Widmark lämna sina handavtryck i cement utanför Grauman's Chinese Theatre. Under sitt kontrakt för Fox medverkade han i Gatan utan namn (1948), Drama på hotell (1952) med Marilyn Monroe och Samuel Fullers Ficktjuven (1953). Han medverkade även i Spindelnätet, Vincente Minellis kultfilm från 1955 med Lauren Bacall.
Han både medverkade i, och producerade kalla kriget-dramat Jakt på främmande ubåt (1965) tillsammans med Sidney Poitier. Han producerade även Krigets ansikte (1957) och Hemliga vägar (1961). Andra anmärkningsvärda filmer under 1960-talet var Dom i Nürnberg (1961), Så vanns vilda västern (1962) och Indianerna (1964). Under 70-talet medverkade Widmark bland annat i Mordet på Orientexpressen (1974) i rollen som mordoffret Mr Ratchett, Koma (1978) mot Michael Douglas och Katastrofplats Houston (1978) med bland andra Michael Caine och Richard Chamberlain. Totalt medverkade Widmark i över 60 filmer innan han gjorde sin sista roll, i 1991 års True colors.

## Television

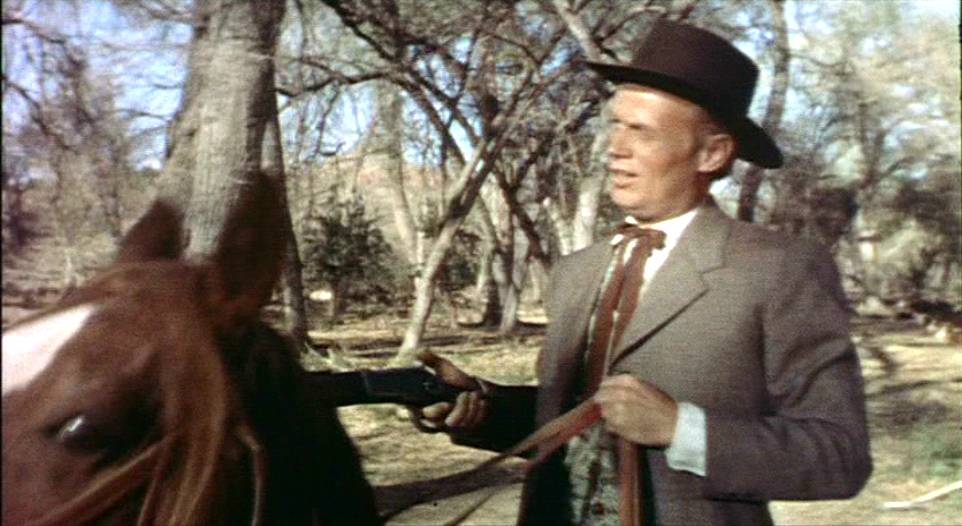
Richard Widmark i Den brutna lansen (1954)

Widmark var en gäst på What's My Line? 1954. Året efter medverkade han i komedin I Love Lucy spelandes sig själv när Lucy tar sig in på hans ägor för att stjäla en souvenir.
Efter att ha medverkat i filmer under 1960-talet återvände Widmark till TV under tidigt 70-tal. Han blev Emmy-nominerad för sin roll som USA:s president i TV-filmen Vanished (1971), en politisk thriller baserad på en bok av Fletcher Knebel. 1972-73 gjorde han om sin detektivroll från filmen Brottsplats Manhattan i TV-serien Madigan, med sex avsnitt på 90 minuter för NBC wednesday Mystery Movie. Han medverkade även i miniserien Benjamin Franklin (1974) som bestod av fyra 90-minutersavsnitt, alla med olika skådespelare i titelrollen. Serien vann en Peabody och fem Emmys. Under 1980-talet medverkade Widmark i ett halvt dussin TV-filmer.

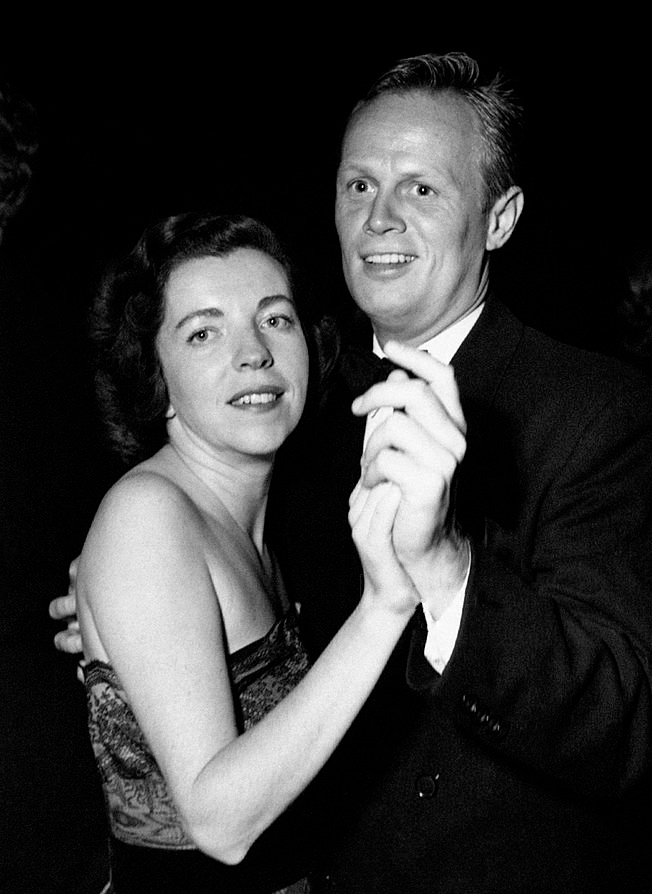
Jean Hazlewood och Richard Widmark ca 1955.

## Privatliv
Från 1942 fram till hennes död 1997 var Widmark gift med pjäsförfattarinnan Jean Hazlewood. Paret fick en dotter, Anne Heath Widmark, en konstnär och författare som var gift med baseballspelaren Sandy Koufax från 1969 till 1982. 1999 gifte Widmark om sig med Susan Blanchard, som hade varit Henry Fondas tredje hustru.
Widmark dog efter en tids sjukdom den 24 mars 2008, 93 år gammal, i sitt hem i Roxbury, Connecticut.

## Filmografi
- Angivaren (1947; Kiss of Death)
- Gatan utan namn (1948; The Street with No Name)
- Desperados (1948; Yellow Sky)
- Jeftys bar (1948; Road House)
- Orkan (1949; Slattery's Hurricane)
- Äventyrens skepp (1949; Down to the Sea in Ships)
- Natten och staden (1950; Night and the City)
- Panik på öppen gata (1950; Panic in the Streets)
- Ingen väg ut (1950; No Way Out)
- Montezuma (1951; Halls of Montezuma)
- Grodmännen (1951; The Frogmen)
- Brinnande vildmark (1952; Red Skies of Montana)
- Drama på hotell (1952; Don't Bother to Knock)
- Livets glada karusell (1952; O. Henry's Full House)
- Ficktjuven (1953; Pickup on South Street)
- Fronten väntar (1953;  Take the High Ground!)
- Destination Gobi (1953; Destination Gobi)
- Den brutna lansen (1954;  Broken Lance)
- Djävulens trädgård (1954; Garden of Evil)
- Havets demoner (1954; Hell and High Water)
- Spindelnätet (1955; Cobweb)
- Guld från Berlin (1955; A Prize of Gold)
- Förrädaren (1956; Backlash)
- Fly för livet (1956; Run for the Sun)
- Jagad (1956; The Last Wagon)
- Saint Joan (1957; Saint Joan)
- Krigets ansikte (1957; Time Limit)
- Kärlekstunneln (1958; The Tunnel of Love)
- De tysta husens dal (1958; The Law and Jake Wade)
- Våldet och lagen (1959; Warlock)
- Döden gillrar fällan (1959; 	 The Trap)
- Alamo (1960; The Alamo)
- Dom i Nürnberg (1961; Judgment at Nuremberg)
- Två red tillsammans (1961; Two rode together)
- Hemliga vägar (1961; The Secret Ways)
- Så vanns vilda västern (1962; How the West Was Won)
- Röde Orm och de långa skeppen (1963;  The Long Ships)
- Indianerna (1964; Cheyenne Autumn)
- Hjältarna från Ashiya (1964; Flight from Ashiya)
- Jakt på främmande ubåt (1965; The Bedford Incident)
- Alvarez Kelly (1966; Alvarez Kelly)
- Våldets väg västerut (1967; The Way West)
- Brottsplats Manhattan (1968; Madigan)
- En handfull bly för sheriffen (1969; Death of a Gunfighter)
- A Talent for Loving (1969; A Talent for Loving)
- Whisky-kriget (1970; The Moonshine War)
- Vanished  (1971; Vanished)
- Tom Black - hästdödaren (1972; When the Legends Die)
- Madigan (TV-serie) (1972-1973; Madigan)
- Brock's Last Case (1973; Brock's Last Case)
- Mordet på Orientexpressen (1974; Murder on the Orient Express)
- Benjamin Franklin (1974; Benjamin Franklin)
- Dalton-ligan (1975; 	 The Last Day)
- En dotter åt djävulen (1976; To the Devil a Daughter)
- Blodigt dubbelspel (1976; The Sell-Out)
- Biljett till helvetet (1977; The Domino Principle)
- Berg- och dalbanan (1977; Rollercoaster)
- Raketbas 3 (1977; Twilight's Last Gleaming)
- Koma (1978; Coma)
- Katastrofplats Houston (1978; The Swarm)
- Björnön (1979; Bear Island)
- Mr. Horn - den vite indianen (1979; Mr. Horn)
- Skolans rebeller (1980; All God's Children)
- Val och kval (1981; A Whale for the Killing)
- Hett om öronen (1982; Hanky Panky)
- Specialstyrka S-A-S (1982; Who Dares Wins)
- National Lampoon's Movie Madness (1982; National Lampoon Goes to the Movies)
- Mot alla odds (1984; Against All Odds)
- Blackout (1985; Blackout)
- En het dag i Louisiana (1987; A Gathering of Old Men)
- Texasexpressen (TV) (1988; Once Upon a Texas Train)
- Skandalen med miss Simpson (TV) (1989; Cold Sassy Tree)
- True colors (1991; True colors)

## Teater
| År   | Roll    | Produktion                    | Regi           | Teater                                                                    |
| ---- | ------- | ----------------------------- | -------------- | ------------------------------------------------------------------------- |
| 1945 | Crewson | Kiss Them for Me Luther Davis | Herman Shumlin | Belasco Theatre, New York, USA Flyttad till Fulton Theatre, New York, USA |